# Julie
Julie ist ein weiblicher Vorname. 

## Herkunft und Bedeutung
→ Hauptartikel: Julius
Julie ist eine französische, dänische, norwegische und tschechische Form von Julia, die sich mittlerweile auch in anderen Sprachräumen etabliert hat.

## Aussprache
- Französisch: [ʒyˈli]
- Englisch: [ˈd͡ʒuː.li]
- Tschechisch: [ˈjuː.lɪ.jɛ]
- Deutsch: [ˈjuː.li̯ə]

## Verbreitung
Der Name Julie ist heute vor allem in den Niederlanden, Belgien und Norwegen beliebt.
In Frankreich und den USA gehörte der Name in der Vergangenheit zu den beliebtesten Vornamen, werden dort jedoch heute nur noch selten vergeben.
In Deutschland ist Julie mäßig populär.

## Namensträgerinnen
- Paula Julie Abdul (* 1962), US-amerikanische Pop-Musikerin
- Julie Adams (1926–2019), US-amerikanische Schauspielerin
- Julie Andem (* 1982), norwegische Drehbuchautorin und Regisseurin
- Julie Andrews (* 1935), britische Schauspielerin
- Julie von Bechtolsheim (1751–1847), deutsche Dichterin
- Julie Brodtkorb (* 1974), norwegische Politikerin
- Julie Christie (* 1940), britische Schauspielerin
- Julie Corman (* 1942), US-amerikanische Filmproduzentin
- Julie Delpy (* 1969), französische Schauspielerin
- Julie Dreyfus (* 1966), französische Schauspielerin
- Julie Favre (1833–1896), französische Pädagogin
- Julie Felix (1938–2020), US-amerikanische Folksängerin
- Julie Frost (* 1970), US-amerikanische Songwriterin, Sängerin und Musikproduzentin
- Julie Harris (1925–2013), US-amerikanische Schauspielerin
- Julie Dawall Jakobsen (* 1998), dänische Badmintonspielerin
- Julie Kjær (* ≈1985), dänische Jazz- und Improvisationsmusikerin
- Julie London (1926–2000), US-amerikanische Schauspielerin und Sängerin
- Julie Manheimer (1856–1929), deutsche Industriellen-Witwe und Kunstsammlerin
- Julie von May (1808–1875), Schweizer Frauenrechtlerin
- Julie Merz (1865–1934), Schweizer Journalistin, Frauenrechtlerin
- Julie Nord (* 1970), dänische Bildende Künstlerin
- Julie Payette (* 1963), kanadische Astronautin
- Julie Anne Peters (1952–2023), US-amerikanische Jugendbuchautorin
- Julie Siegfried (1848–1922), französische Feministin
- Julie Sommars (* 1940), US-amerikanische Schauspielerin
- Julie Steggall (* 1971), kanadische Freestyle-Skierin
- Julie Strain (1962–2021), US-amerikanische Schauspielerin
- Julie Walters (* 1950), britische Schauspielerin
- Julie von Webenau (1813–1887), österreichisch-deutsche Komponistin
- Julie Weißbach (* 1982), deutsche Künstlerin und Singer-Songwriterin
- Julie Wilson (1924–2015), US-amerikanische Sängerin und Schauspielerin
- Julie Winnefred Bertrand (1891–2007), kanadische Altersrekordlerin
- Julie Zackary, kanadische Filmproduzentin und Produktionsmanagerin

## Trivia
Julie ist der Name eine Liedes von Herbert Grönemeyer, das auf seinem ersten Album erschien.